# Kabirwada, Bidar
Kabirwada là một làng thuộc tehsil Bidar, huyện Bidar, bang Karnataka, Ấn Độ.